# Пурпурівка
Пурпу́рівка (до 1922 року — Пурпурова Балка) — село в Україні, у Новомиргородській міській громаді Новоукраїнського району Кіровоградської області. Населення становило 311 осіб в 2022 році. Колишній центр Пурпурівської сільської ради.

## Географія
Селом тече річка Безіменна.

## Населення
Згідно з переписом УРСР 1989 року чисельність наявного населення села становила 437 осіб, з яких 198 чоловіків та 239 жінок.
За переписом населення України 2001 року в селі мешкало 456 осіб.
Станом на 1 січня 2015 року, в Пурпурівці мешкало 354 осіб.

### Мова
Розподіл населення за рідною мовою за даними перепису 2001 року:
| Мова       | Відсоток |
| ---------- | -------- |
| українська | 92,76 %  |
| вірменська | 1,97 %   |
| білоруська | 1,54 %   |
| російська  | 1,10 %   |
| інші       | 2,63 %   |

## Вулиці

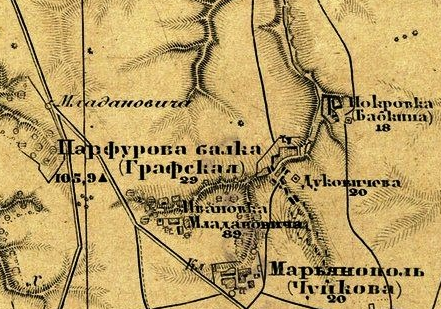
Пурпурова Балка на військово-топографічній карті 1869 року

У Пурпурівці налічується 6 вулиць та 2 провулки. В рамках декомунізації в 2016 році деякі вулиці села було перейменовано:
| Назва                | Колишня назва  |
| Гагаріна вул.        |                |
| Молодіжна вул.       |                |
| Мусієнка пров.       |                |
| Першотравневий пров. |                |
| Лесі Українки вул.   | Радянська вул. |
| Соборна вул.         | Леніна вул.    |
| Степова вул.         |                |
| Шкільна вул.         |                |

## Церква Святої Тетяни
В листопаді 2010 року в селі було завершено будівництво Церкви Святої Тетяни, що будувалась ще з 2000 року. 25 січня 2012 року відбулось урочисте освячення та відкриття церкви.